# Shahrestān di Nazarabad
Lo shahrestān di Nazarabad (farsi شهرستان نظرآباد) è uno dei 4 shahrestān della provincia di Alborz, in Iran
Il capoluogo è Nazarabad. Lo shahrestān è suddiviso in 2 circoscrizioni (bakhsh): 
- Centrale (بخش مرکزی)
- Tankaman (بخش تنکمان), con la città di Tankaman.